# Ghajl Ba Wazir
Ghajl Ba Wazir (arab. غيل باوزير) – miasto w południowym Jemenie, w muhafazie Hadramaut. Według spisu ludności w grudniu 2004 roku liczyło 21 259 mieszkańców.